# Deutscher Dualismus

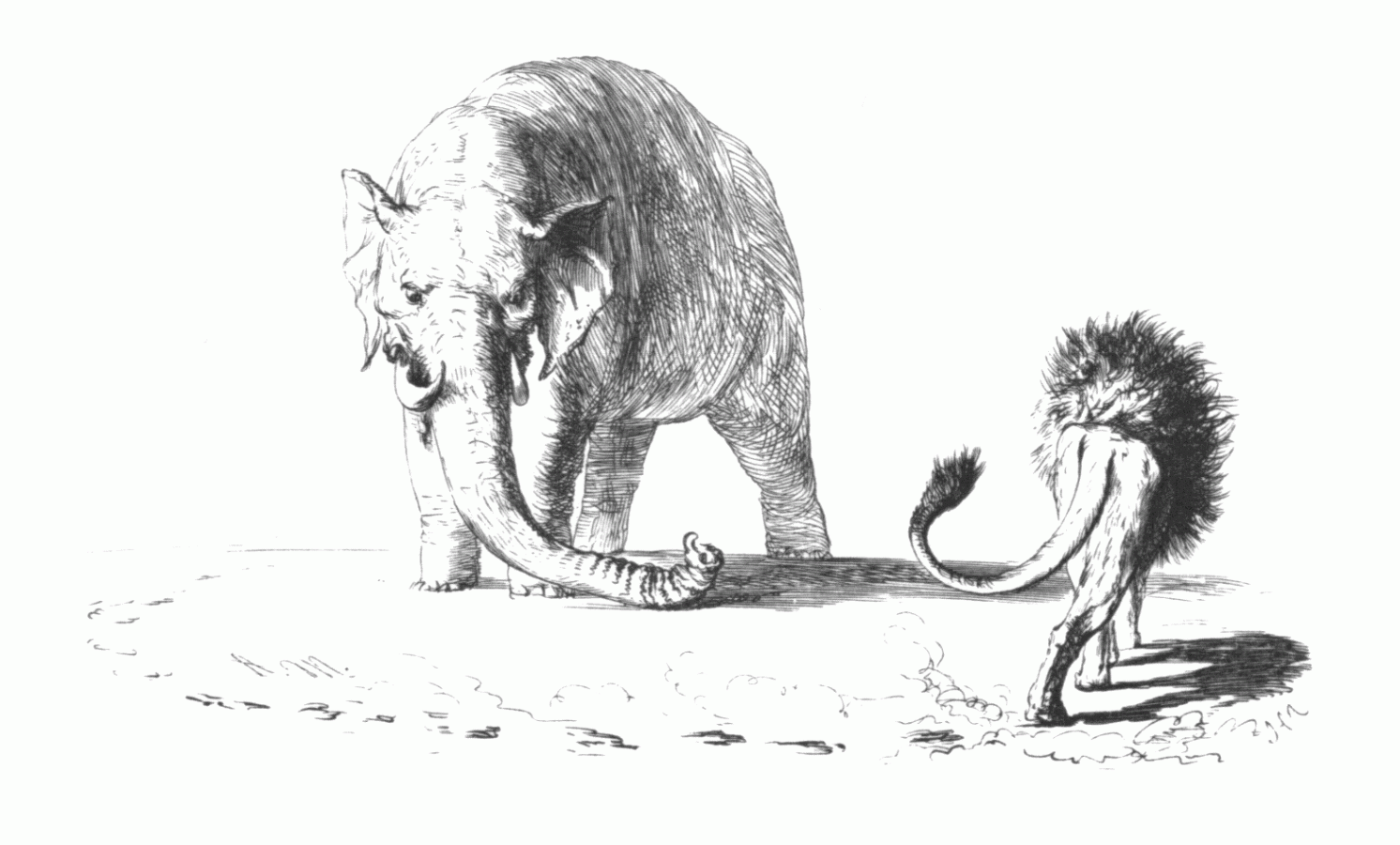
Die Gegner Österreich als Elefant und Preußen als Löwe

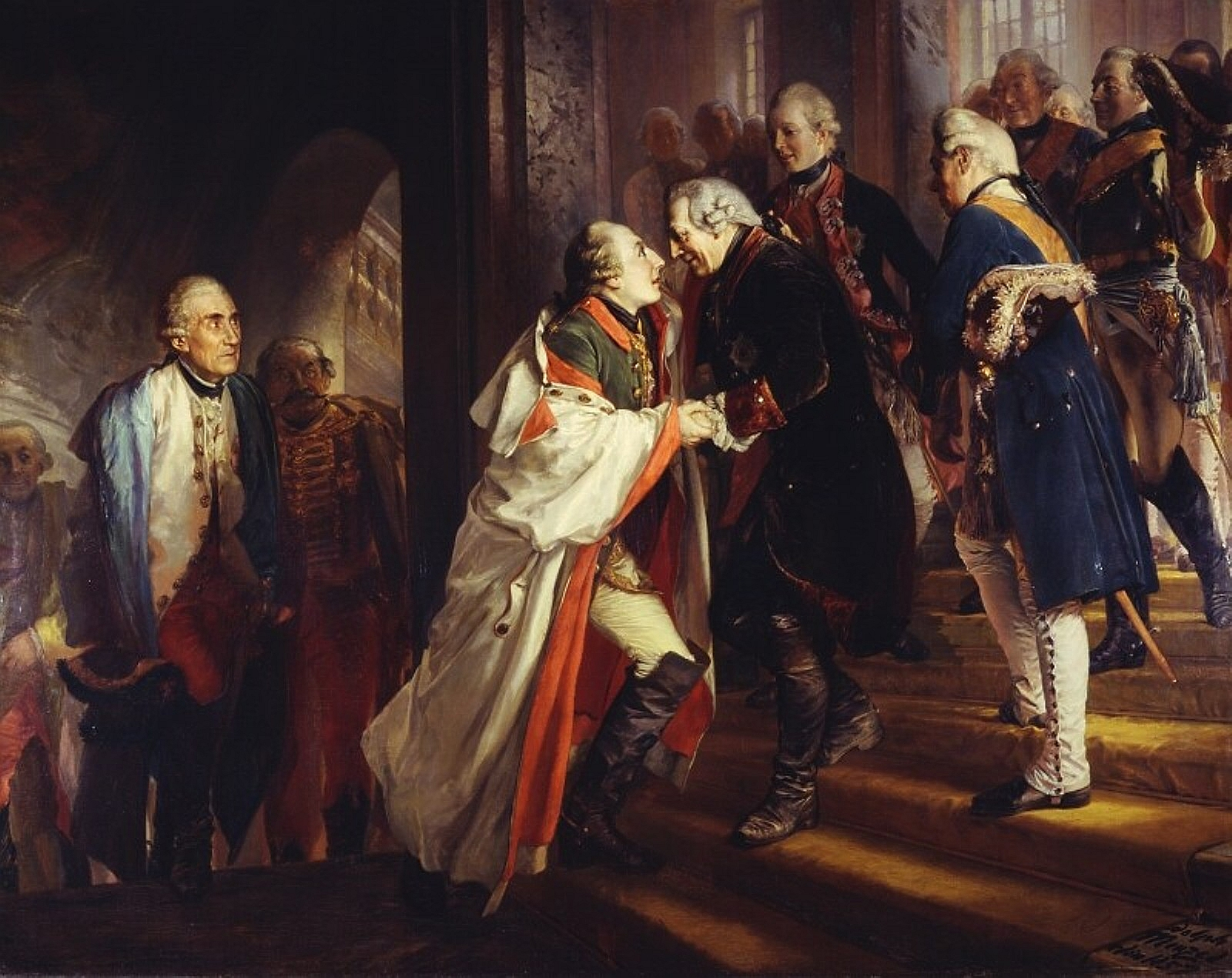
Eine Begegnung zwischen Friedrich dem Großen und Kaiser Joseph II. im Jahr 1769: Im Jahr 1857 verbildlichte Adolph Menzel in diesem Gemälde die Hoffnung großer Teile des Bürgertums auf eine österreichisch-preußische Zusammenarbeit.

Als deutscher Dualismus oder preußisch-österreichischer Dualismus wird der Gegensatz zwischen der Habsburgermonarchie und dem Königreich Preußen bezeichnet, die von der Mitte des 18. Jahrhunderts bis 1866 die beiden bedeutendsten Mächte im Heiligen Römischen Reich und im Deutschen Bund waren und um die Vorherrschaft in Deutschland stritten. Dabei wechselten sich Zeiten der Rivalität mit solchen der Kooperation zwischen beiden Großmächten ab, bis sich Preußen am Ende durchsetzte.
Als Kernland der Habsburger, die seit 1437 fast alle römisch-deutschen Kaiser stellten, war Österreich traditionell die wichtigste Macht im alten Reich und nach 1815 im Deutschen Bund. Kurfürst Friedrich III. von Brandenburg krönte sich 1701 mit Billigung des Kaisers in Königsberg, der Hauptstadt des souveränen Herzogtums Preußen zu dessen König. Sein Nachfolger Friedrich Wilhelm I. baute eine schlagkräftige Armee auf, die dessen Sohn Friedrich II. wiederum nutzte, um seine
teils innerhalb, teils außerhalb der Reichsgrenzen liegenden Territorien erheblich zu vergrößern und Preußen als fünfte europäische Großmacht zu etablieren. 1740 eroberte er das bis dahin österreichische Schlesien und behauptete seine Eroberung im Siebenjährigen Krieg (1756–1763).
Trotz aller zeitweiligen Zusammenarbeit blieb Preußen der Rivale, der zumindest gleichberechtigt mit Österreich in Deutschland führen wollte. Die Zusammenarbeit verhinderte zunächst eine tiefgreifende Reform des Deutschen Bundes, wie die nationale Bewegung in Deutschland sie forderte. Während der Revolution von 1848 und vor allem in der Herbstkrise 1850 ging es um die Frage, ob Österreich überhaupt einem deutschen Nationalstaat angehören konnte. Österreich versuchte einen kleindeutschen Nationalstaat unter preußischer Führung zu verhindern und machte der Nationalbewegung das Angebot eines Großösterreich aus ganz Österreich und Deutschland.
Setzte sich Österreich in der Herbstkrise 1850 noch durch, so hatte Preußen in den kommenden anderthalb Jahrzehnten seine Position in Deutschland wirtschaftlich und kulturell verstärken können. Vorschläge zu einer Bundesreform versandeten. Nachdem Österreich und Preußen gemeinsam im Deutsch-Dänischen Krieg die dänische Herrschaft über Schleswig und Holstein beendet hatten, nahm Preußen schließlich 1866 die Verwaltung dieser beiden Herzogtümer zum Anlass, den offenen Konflikt zu suchen. Es besetzte entgegen den Absprachen mit Österreich das österreichisch verwaltete Holstein. Österreich strengte eine Bundesexekution gegen den Friedensstörer Preußen an, die in den Deutschen Krieg Juli/August 1866 mündete.
Nach dem Sieg Preußens musste Österreich die Auflösung des Bundes akzeptieren. Preußen gründete zunächst 1867 den Norddeutschen Bund. Österreich versuchte noch einen Wiedereintritt in Deutschland. Allerdings traten während des Deutsch-Französischen Krieges 1870/1871 die süddeutschen Staaten dem Norddeutschen Bund bei. Dieser benannte sich in Deutsches Reich um. Spätestens ab diesem Zeitpunkt gehörte Österreich nicht mehr zu Deutschland. Im Zuge der Neuordnung des europäischen Bündnissystems auf dem Berliner Kongress im Jahre 1878 wurde die alte Rivalität mit dem Zweibund beigelegt.

## Unterschiede zwischen Österreich und Preußen

### Staat

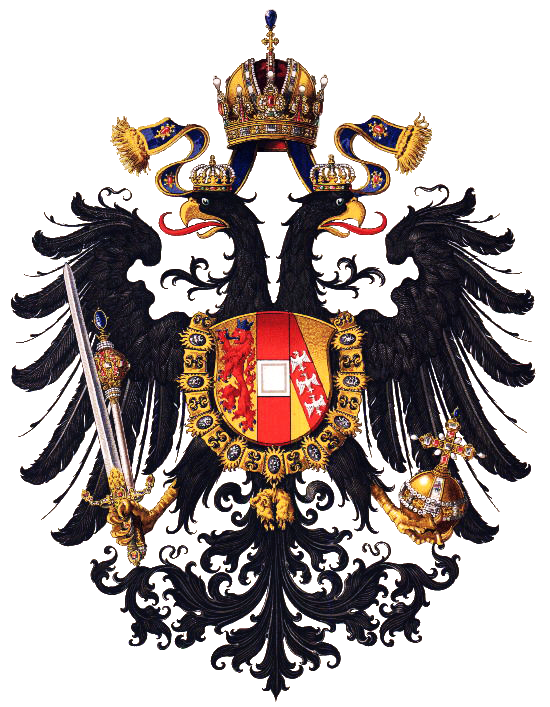
Wappen des Kaisertums Österreich

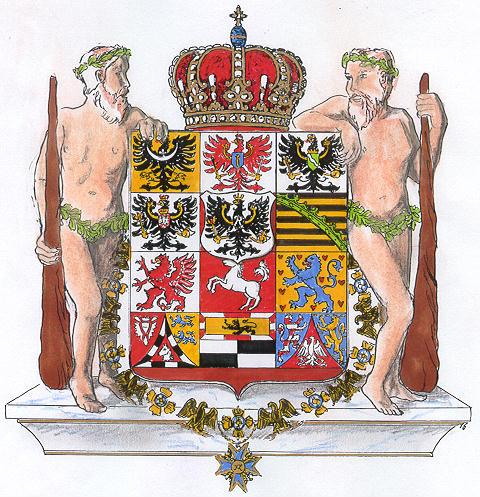
Mittleres Wappen Preußens

Während die preußische Monarchie ein junges Staatsgebilde war, das infolge der Königskrönung Friedrichs III. von Brandenburg aus der Fusion des Kurfürstentums Brandenburg mit dem Königreich Preußen entstand, galt Österreich als traditionell vorherrschende Macht des Heiligen Römischen Reichs, dessen Herrscherhaus seit der Krönung Albrechts II. durchgehend den Kaiserthron innehatte. Preußen sah man ursprünglich hingegen eher als Emporkömmling unter den deutschen Staaten an, das noch weniger als Österreich ein zusammenhängendes Staatsgebiet hatte.
In den 1860er-Jahren, als die Industrialisierung den europäischen Kontinent erreichte, schaffte es Österreich als Großmacht nicht, mit Großbritannien und Frankreich wirtschaftlich mitzuhalten, und wurde sogar von den deutschen Nachbarstaaten inklusive Preußen (relativ am Anteil der Weltindustrieproduktion gesehen) überholt. Das Industrialisierungsniveau stieg in Österreich weniger stark als bei den anderen europäischen Großmächten (ausgenommen Russland). Gründe hierfür sind zum einen die konservative Politik Österreichs (Restauration) seit dem Wiener Kongress, zum anderen ein geringer nationaler Zusammenhalt sowie die Geographie Österreichs.

### Militär
Militärisch gesehen war der preußische Staat dem österreichischen voraus. In Preußen gab es nach der preußischen Heeresreform ein modernes Wehrpflichtigenheer, dessen Offiziere nach persönlichen Leistungen befördert wurden und auch bürgerlicher Herkunft sein konnten. In Österreich dagegen waren die habsburgerischen Streitkräfte vom Adel geprägt, der die Offiziersposten nicht nach persönlicher Leistung, sondern häufig nach dem Dienstalter besetzte.
Auch die Struktur der preußischen Armee war ein Vorteil: Die Wehrpflicht lag bei drei Jahren, während man anschließend vier Jahre der Reserve angehörte. So konnte Preußen sieben Jahrgänge einziehen und den Nachteil wettmachen, dass es weniger Einwohner zählte. Außerdem setzte Preußen mehr auf Qualität statt Quantität; ein preußischer Gefreiter war grundsätzlich gut ausgebildet und ausgerüstet. Zudem arbeitete der preußische Generalstab Fehler der Vergangenheit auf und sorgte für Verbesserungen.
Dass in Preußen die Industrialisierung eher und rascher Einzug hielt als in Österreich, hatte auch starken Einfluss auf Ausrüstung und Bewaffnung der Armeen.
Insgesamt war Preußen viel stärker militarisiert als Österreich, der Einfluss des Heeres war so stark, dass eine Redensart sagte, dass „andere Staaten ein Militär hätten, in Preußen jedoch das Militär einen Staat“.

### Staatsphilosophie
Auch der Glaube trennte die beiden Staaten. Das protestantische und aufgeklärte Preußen stand zu dem katholischen und absolutistischen Österreich in Opposition. Gehorsam und Selbstdisziplin – freiwillige Selbstbindung – waren im Beamtentum und in der preußischen Armee wichtiger als Glaube, der wiederum in Österreich maßgeblich war. Im fernen Königsberg hatte Immanuel Kant der Vernunft den Vorrang vor der Offenbarung zugewiesen. Die Katholiken in Schlesien und Westpreußen, im Ermland und (bis zum Kulturkampf) auch in der Rheinprovinz hatten es gut. Nicht schlechter ging es den Juden, die in Berlin, Breslau und Königsberg die größten Gemeinden Deutschlands hatten.
In Österreich herrschte Joseph II. nach dem Prinzip des aufgeklärten Absolutismus: „Alles für das Volk; nichts durch das Volk“. Im Gegensatz zu dieser feudalen Ordnung Österreichs war Preußen ein Verfassungsstaat moderner Prägung.
Ein wesentlicher Unterschied war auch, dass Preußen sich mehr auf innerdeutsche Angelegenheiten konzentrierte, während Österreich mit dem Verfall des Osmanischen Reiches nach Süden und Osten expandierte, und in diesem neuen Vielvölkerstaat waren Krisen und Konflikte absehbar; denn zwischen den Deutschen, Ungarn, Slawen, und vielen anderen Nationalitäten herrschten – wie auch im zersplitterten Deutschland zwischen den zahlreichen Herrschaftsgebieten und Kleinfürsten – oft Uneinigkeit und divergierende Interessen. Im Unterschied zu Preußen, das einen deutschen Nationalstaat außenpolitisch verwirklichen konnte, konnten die Habsburger das multikulturelle Staatsgebilde im Zeitalter des dominierenden Nationalismus innenpolitisch nicht festigen.

## Geschichte 1740–1866

### Vorgeschichte des Dualismus
Nachdem Kaiser Karl VI. am 20. Oktober 1740 gestorben war und ein männlicher Nachkomme in der habsburgischen Familie fehlte, trat Maria Theresia gemäß der Pragmatischen Sanktion von 1713 die Nachfolge als Herrscherin über die habsburgischen Territorien an. Doch nicht alle europäischen Fürsten erkannten die Pragmatische Sanktion an, so auch Friedrich II. von Preußen. Als Gegenleistung für die Anerkennung forderte er aufgrund alter Verträge Schlesien von Österreich. Am 11. Dezember 1740 stellte er Maria Theresia diesbezüglich ein Ultimatum.

### Schlesische Kriege 1740–1742 und 1744/1745

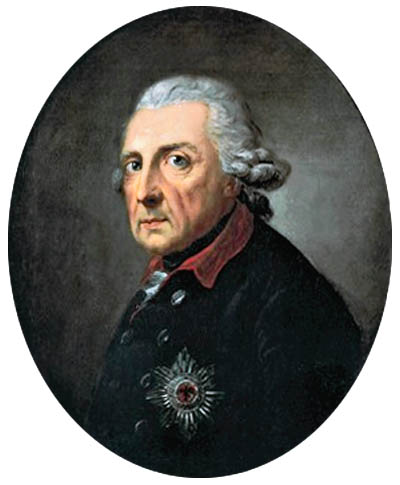
König Friedrich II. von Preußen

Ohne die Antwort auf das Ultimatum abzuwarten, marschierte Preußen am 16. Dezember 1740 in Schlesien ein und löste so den Ersten Schlesischen Krieg und den Österreichischen Erbfolgekrieg aus, da andere europäische Mächte ebenfalls Anspruch auf die habsburgischen Territorien erhoben. Es gelang den Österreichern nicht, Friedrich II. am Erwerb von Schlesien zu hindern. Nach der verlorenen Schlacht bei Chotusitz sah sich Maria Theresia gezwungen, mit Preußen Frieden zu schließen, auch um den gleichzeitigen Erbfolgekrieg zu Gunsten Österreichs beenden zu können. Daher schloss sie mit Friedrich den Vorfrieden von Breslau und den Frieden von Berlin, in denen Ober- und Niederschlesien sowie die Grafschaft Glatz an Preußen fielen; zum Ausgleich übernahm Preußen die schlesischen Schulden.
Nachdem 1742 die Kaiserkrone an den bayerischen Kurfürsten Karl VII. gefallen war, gelang es Österreich, Bayern zu besetzen und ein Bündnis mit Großbritannien zu schließen. Daher fürchtete Friedrich II., Österreich könne von Preußen die Rückgabe Schlesiens fordern.
Deswegen fiel er im August 1744 in Böhmen ein und eröffnete so den Zweiten Schlesischen Krieg. Zwar konnte Prag erobert werden, doch Nachschubprobleme und die Hinhaltetaktik der Österreicher, die einer Entscheidungsschlacht geschickt auswichen, zwangen die preußische Armee zum Rückzug nach Schlesien, das nun seinerseits bedroht war. Da Preußen sich in der Defensive jedoch erfolgreich gegen Österreich und dessen Verbündete behaupten konnte, kam es 1745 zum Frieden von Dresden, in dem die Bestimmungen des Friedens von Berlin noch einmal bestätigt wurden. Friedrich II. erkannte im Gegenzug Franz Stephan, den Ehemann Maria Theresias, als römisch-deutschen Kaiser an, nachdem Karl VII. gestorben war.

### Vom Schlesischen zum Siebenjährigen Krieg 1745–1763
Nach dem Frieden von Dresden war Preußen nicht mehr am Österreichischen Erbfolgekrieg beteiligt, der erst 1748 mit dem Frieden von Aachen endete, worin die europäischen Mächte die Pragmatische Sanktion und Maria Theresia als Thronerbin anerkannten. Preußen wurde im Friedensvertrag noch einmal Schlesien bestätigt. Nach 1748 führte Maria Theresia in ihren Ländereien, ausgenommen Ungarn, Reformen durch, um den Staat zu verbessern und die Militärstärke zu heben, damit sie wieder in den Besitz Schlesiens kommen könnte. Außenpolitisch versuchte sie, geleitet von Staatskanzler Kaunitz, Preußen zu isolieren, indem sie Bündnisse mit Russland und mit Frankreich schloss (Renversement des alliances). Nachdem die Reformen Wirkung gezeigt hatten, bereitete sie die österreichische Armee auf einen Einmarsch in Preußen vor.

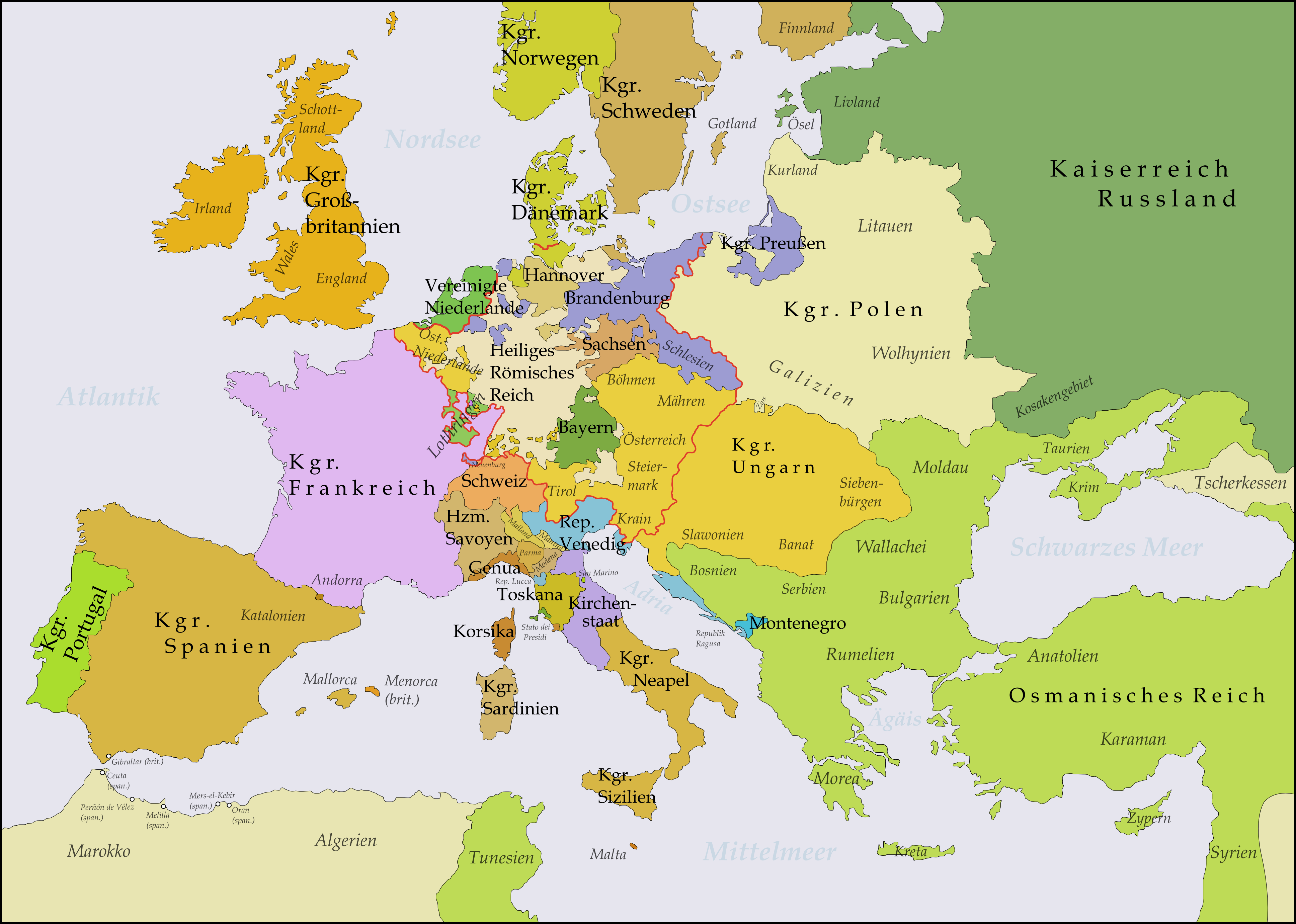
Europa zur Zeit des Siebenjährigen Krieges

Nachdem Friedrich II. über seine Spione Kenntnis von der österreichisch-russisch-französisch-sächsischen Allianz erhalten hatte, sah er sich mit dem Problem eines Mehrfrontenkrieges konfrontiert. Um dieses zu lösen, schloss er ein Bündnis mit England (Konvention von Westminster) und fiel am 29. August 1756 ohne Kriegserklärung in Sachsen ein, was den Siebenjährigen Krieg auslöste. Er plante, einen schnellen Sieg über Sachsen zu erringen und es zu erobern, weil Sachsen für Preußen aus wirtschaftlichen und militärischen Gründen wichtig war. Nach einem Sieg in Sachsen wollte er schnell Prag erobern, um dauerhaft Truppen im gegnerischen Land zu stationieren. So wollte er Österreich zu Friedensverhandlungen zwingen, und nach einem Friedensschluss sollte es Russland nicht mehr wagen, allein gegen Preußen ins Feld zu ziehen.
Ihm gelang zwar der Sieg gegen Sachsen, aber die Österreicher waren schneller als gedacht und somit scheiterte sein Plan, Österreich schnell zu schlagen. Er versuchte 1757 noch einmal Prag zu erobern, scheiterte jedoch. Infolgedessen wurde die preußische Lage immer kritischer, sodass bis 1760 Preußen offensiv erschöpft war und entscheidende Gebiete (Ostpreußen, Sachsen, Schlesien) sich in der Hand des Gegners befanden; der Erhalt Preußens schien ernsthaft gefährdet. Zu Friedrichs Vorteil erwies sich jedoch die Uneinigkeit seiner Gegner, die ihre Siege über Preußen ungenutzt verstreichen ließen (Mirakel des Hauses Brandenburg). Die endgültige Rettung kam schließlich mit dem Tod der Zarin Elisabeth im Jahre 1762, da ihr Nachfolger Peter III. Frieden mit Preußen schloss. Hierauf war Österreich, weil es schon am Ende seiner militärischen und wirtschaftlichen Kraft war, gezwungen, ebenfalls Frieden mit Preußen zu schließen. Im Frieden von Hubertusburg wurde Preußen für alle Zeit verbindlich Ober- und Niederschlesien samt der Grafschaft Glatz zugesprochen. Von da ab war Preußen fünfte europäische Großmacht.

### Vom Siebenjährigen bis zum Bayerischen Erbfolgekrieg 1763–1780

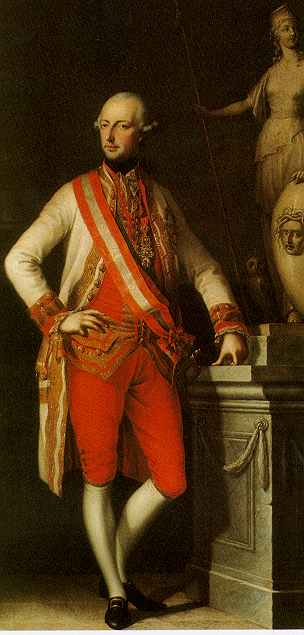
Kaiser Joseph II.

Im Frieden von Hubertusburg hatte Österreich Schlesien endgültig an Preußen verloren. Im Gegenzug hatte Friedrich II. sich verpflichtet, bei der Kaiserwahl dem Sohn Maria Theresias Joseph II. die Stimme zu geben, was 1764 auch geschah. Danach gab es keine kriegerischen Konflikte, doch Friedrich II. versuchte, den Kaiser, das Reich und Österreich zu schwächen.
Eine andere Situation trat ein, als Preußen und Russland die erste polnische Teilung planten. Für Österreichs Zustimmung bot Preußen Österreich an, ebenfalls einen Teil zu erhalten. Bei der Teilung bekam Österreich 1772 Galizien, Russland Polnisch-Livland und die weißrussischen Wojewodschaften und Preußen alle preußischen Gebiete, die bis dahin unter polnischer Herrschaft standen. Seitdem nannte sich Friedrich II. nicht mehr „König in Preußen“, sondern „König von Preußen“. Auch nach der Teilung hörten die österreichisch-preußischen Spannungen nicht auf, aber es kam zu keinen kriegerischen Auseinandersetzungen.
Dies änderte sich, als 1777 die bayerische Linie der Wittelsbacher ausstarb und Karl Theodor aus der pfälzischen Linie das Kurfürstentum Bayern erben sollte. Doch Kaiser Joseph II., der in Bayern einen geeigneten Ort sah, seine Ländereien nach dem Verlust Schlesiens zu vergrößern und seine Stellung im Reich zu verbessern, intervenierte. Karl Theodor beugte sich dem österreichischen Druck und trat Niederbayern und die Oberpfalz ab, dafür sollte er Vorderösterreich erhalten. Doch das stieß auf die Ablehnung der übrigen Reichsmitglieder und Preußens. Daher ließ Friedrich II. seine Truppen in Böhmen einmarschieren, aber es kam aufgrund logistischer Probleme zu keinem großen Gefecht. Frankreich und Russland vermittelten infolgedessen den Frieden von Teschen, in dem Kaiser Joseph II. die Hausverträge der Wittelsbacher anerkannte und das Innviertel von Bayern erhielt.

### Vom Bayerischen Erbfolgekrieg bis zu den Koalitionskriegen 1780–1812
Die Spannungen glätteten sich trotz des Friedens nicht und gingen weiter, aber ohne kriegerische Auseinandersetzungen. Kritisch wurde die Lage erneut, als Österreich 1785 plante, Bayern gegen die Österreichischen Niederlande zu tauschen (Bayerisch-Niederländisches Tauschprojekt). Infolgedessen bildete sich unter Führung Preußens der überwiegend protestantische Fürstenbund gegen Österreich.
1786 starb Friedrich II. von Preußen. Zu der Zeit begannen Österreich und Russland einen weiteren Feldzug gegen die Türken, um das schwache Osmanische Reich aus Europa herauszudrängen und die eroberten Gebiete unter sich aufzuteilen. Das hätte aber eine massive Machtverschiebung in Europa zugunsten Österreichs und Russlands bedeutet, was der neue preußische König Friedrich Wilhelm II. nicht akzeptieren wollte. Deshalb zog er 1790 die preußische Armee in Schlesien zusammen, um sie gegen Österreich zu führen. Doch diesen Plan gab der König nach kurzer Zeit selbst auf, weil er zu teuer war.
Verstärkt durch die Französische Revolution 1789 versuchten auf englische Initiative der neue Kaiser Leopold II. und Friedrich Wilhelm II. die österreichisch-preußischen Konflikte zu bereinigen, was in der Reichenbacher Konvention von 1790 auch gelang. Österreich beendete den Türkenkrieg und Preußen seine Expansion nach Osten.
1791 verbündeten sich Österreich und Preußen in der Pillnitzer Deklaration und erklärten dem französischen König die uneingeschränkte Solidarität. Darauf erklärte der französische Nationalkonvent am 20. April 1792 Österreich und Preußen den Krieg (Erster Koalitionskrieg). Den beiden Mächten gelangen aber aufgrund veralteter Heeresorganisationen und mangelnden Kriegswillens keine großen Siege. Preußen schloss 1795 den Frieden von Basel, Österreich 1797 den Frieden von Campo Formio, in denen beide der Abtretung der linksrheinischen Gebiete an Frankreich zustimmten und dafür Entschädigungen erhalten mussten.
Nach dem Zweiten Koalitionskrieg (1799–1801), an dem nur Österreich teilnahm, schloss auch das Heilige Römische Reich als Ganzes Frieden mit Frankreich (Friede von Lunéville), in dem es der Abtretung aller Reichsgebiete links des Rheins zustimmte und die betroffenen Fürsten entschädigt werden mussten. Dies geschah mit dem Reichsdeputationshauptschluss von 1803 durch Mediatisierung und Säkularisation.
Damit war der Kaiser seiner wichtigsten Machtstütze beraubt, wodurch die Auflösung des Alten Reiches nur eine Frage der Zeit war. Parallel rief sich Frankreich 1804 selbst zum Kaiserreich aus. Um dem Statusverlust entgegenzutreten und die Kaiserwürde zu behalten, rief Kaiser Franz II. am 11. August 1804 das Kaisertum Österreich aus. Nachdem sich dann Napoleon im Dezember 1804 in Anwesenheit von Papst Pius VII. zum Kaiser gekrönt hatte und damit die historische Sonderstellung des „heiligen“ römisch(-deutsch)en Reichs und dessen Kaisers als oberstem Schirmherrn der katholischen Kirche von dieser aufgegeben war, und nach einer neuerlichen Niederlage im Dritten Koalitionskrieg 1805 (Austerlitz), insbesondere aber dem Überlaufen Bayerns und anderer süddeutscher Staaten zu Napoleon, erklärte Franz das Heilige Römische Reich 1806 für hinfällig und beendet. Damit waren Österreich und Preußen nicht mehr Teil einer gemeinsamen politischen Einheit.
Danach führten die beiden Großmächte unabhängig voneinander Kriege gegen Frankreich, Preußen 1806/07 (Vierter Koalitionskrieg; Niederlage und Verlust des Großmachtsstatus) und erneut Österreich 1809 (Fünfter Koalitionskrieg; Niederlage). Beide wurden gezwungen, mit Frankreich (Napoleon) ein Militärbündnis zu schließen (Preußen 1807 im Frieden von Tilsit und Österreich 1809 im Frieden von Schönbrunn), das sie zwang, 1812 gegen Russland zu ziehen.

### Befreiungskriege und Wiener Kongress 1813–1815
Nach der französischen Niederlage in Russland lösten sich Österreich und Preußen aus dem Bündnis mit Frankreich und verbündeten sich mit Russland. Gemeinsam befreiten sie Deutschland von Napoleon. Auf dem Wiener Kongress 1814/1815 wurden die Territorien Österreichs und Preußens weitgehend wieder so hergestellt, wie es vor 1789 der Fall war. Österreich verlor zugunsten der staatlichen Geschlossenheit Vorderösterreich und die Österreichischen Niederlande, erhielt aber das Königreich Lombardo-Venetien, verlegte seine Interessen also noch weiter nach Süden.
Für Preußen war ein harter Verlust die Abtretung der Gebiete aus der Dritten Polnischen Teilung, es erhielt lediglich Posen und einige Gebiete am Rhein als Schutzwall gegen Frankreich, musste aber noch alle Gebiete, die nicht wegen des staatlichen Geschlossenheitsprinzipes zum Hauptgebiet hinzukamen, abtreten, unter anderem in Süddeutschland einige Gebiete, erhielt aber die Provinz Sachsen.
Anstelle des Alten Reiches wurde der Deutsche Bund gegründet, ein Defensivbündnis aller deutschen Staaten mit der alleinigen Präsidialmacht Österreich.

### Vom Wiener Kongress bis zur Revolution 1815–1849

Deutscher Bund 1815 bis 1848 und 1851 bis 1866

Nach dem Wiener Kongress setzte in Deutschland eine Restaurationsphase ein, die überwiegend vom österreichischen Staatskanzler Metternich geprägt war. Auf seine Veranlassung hin wurden Liberale und Nationale Kräfte unterdrückt, die Fürsten regierten absolutistisch, 1819 die Karlsbader Beschlüsse gefasst, und ein Zentraluntersuchungskommission in Mainz zur Verfolgung Liberaler eingesetzt. Das hatte für Österreich langfristig negative Folgen: Man geriet durch die konservativ-restaurative Politik gesellschaftlich, politisch, militärisch und wirtschaftlich etwas hinter die europäischen Mächte zurück. Diese Missstände beschworen alsbald eine Revolution herauf.

Einwohner im Deutschen Bund 1848, nach Einzelstaaten. Ein deutscher Bundesstaat auf dieser Grundlage hätte im Wesentlichen der so genannten großdeutschen Lösung entsprochen.

Im März 1848 trieben die genannten Missstände das Volk auf die Barrikaden, es kam zur Revolution. Sie hatte vielseitige Gründe: Das Streben nach einem Nationalstaat, die Unterdrückung der Liberalen und Nationalen, und die soziale Frage, die im Zuge der industriellen Revolution auftrat, welche mit der Gründung des Deutschen Zollvereines 1834 eine Beschleunigung erfahren hatte. In den großen deutschen Städten kam es zu Barrikadenkämpfen, die Fürsten mussten liberale Regierungen einsetzen.
Es wurde erstmals ein gesamtdeutsches Parlament gewählt. Diese Frankfurter Nationalversammlung erarbeitete eine Verfassung für Deutschland, die aber durch die Gegenrevolution nicht wirksam wurde. Weder Österreich noch Preußen noch die weiteren größeren Staaten Deutschlands wollten einen Nationalstaat mit liberaler Verfassung. Für Österreich war ein Nationalstaat insbesondere ein Problem wegen seiner ethnischen Zersplitterung (nur 20 Prozent des Gesamtstaats waren Deutsche). Die Nationalversammlung hätte nur diejenigen Teile Österreichs im neuen Deutschen Reich akzeptiert, die bereits zum Deutschen Bund gehört hatten.
Während Preußen versuchte, ein konservativeres Kleindeutschland über die Erfurter Union (1849/1850) zu verwirklichen, schlug Österreich ein Großösterreich vor: Dabei sollte sein gesamtes Staatsgebiet zu einem deutsch-österreichischen Staatenbund gehören. Die Auseinandersetzung spitzte sich in der Herbstkrise 1850 zu, als Österreich und Preußen an der Schwelle eines Krieges standen. Russische Unterstützung für Österreich führte dazu, dass Preußen seine Unionspolitik aufgab.

### Bis zum Ende des Deutschen Bundes 1866

Schlacht bei Königgrätz 1866, die den Deutschen Krieg für Preußen entschied

Vor 1848 hatten Österreich und Preußen gemeinsam die Führung im Deutschen Bund innegehabt. Zwar war Österreich die Präsidialmacht, es konsultierte aber Preußen bei allen wichtigen Fragen. Auf dieselbe Weise arbeiteten beide Großmächte ab 1851 wieder zusammen. Die dualistische Führung unterdrückte in der zehnjährigen Reaktionsära wieder die liberale und Nationalbewegung.
Ende der 1850er-Jahre kam die nationale Entwicklung wieder langsam in Gang. Preußen versuchte, die Nationalbewegung für seine Machterweiterung zu nutzen. Eine von Österreich vorgeschlagene Bundesreform lehnte Preußen aus Angst vor Machtverlust ab; dem Frankfurter Fürstentag 1863 blieb Preußen fern. Österreich hatte eine bloße Reform des Staatenbundes vorgeschlagen.
1864 kam es noch einmal zu einer österreichisch-preußischen Zusammenarbeit, als Dänemark entgegen den Bestimmungen des Londoner Protokolls von 1852 das Herzogtum Schleswig über eine Verfassungsänderung näher an das eigentliche Königreich binden wollte. Bundestruppen unter Beteiligung Österreichs und Preußens besetzten in einer Bundesexekution zunächst Holstein und Lauenburg, kurze Zeit später eroberten Österreich und Preußen im Deutsch-Dänischen Krieg schließlich auch das Herzogtum Schleswig. Die Verwaltung in den Herzogtümern wurde anschließend zwischen beiden Großmächten geteilt: Österreich verwaltete Holstein und Preußen Schleswig.
Doch Unstimmigkeiten über die Verwaltung der beiden Herzogtümer führten schließlich zum Deutschen Krieg von 1866, in dem Österreich unterlag. Im Prager Frieden musste Österreich der Auflösung des Deutschen Bundes zustimmen. Preußen erhielt das Recht, den Norden Deutschlands neu zu ordnen. Damit war die Frage der Vorherrschaft in Deutschland geklärt, und auch der Dualismus fand so sein Ende.

## Belege
1. ↑  Ernst Rudolf Huber: Deutsche Verfassungsgeschichte seit 1789. Band II: Der Kampf um Einheit und Freiheit 1830 bis 1850. 3. Auflage, W. Kohlhammer, Stuttgart [u. a.] 1988, S. 887.
2. ↑  Jürgen Angelow: Der Deutsche Bund. Wissenschaftliche Buchgesellschaft, Darmstadt 2003, S. 93.